# Mallophora fautrix
Mallophora fautrix là một loài ruồi trong họ Asilidae. Mallophora fautrix được Osten-Sacken miêu tả năm 1887.